# Hochstaufen
De Hochstaufen is een berg behorend tot het massief van de Staufen in de Chiemgauer Alpen, met een piek van 1771 meter boven zeeniveau. De berg is de oostelijkste van de Chiemgauer Alpen en ligt tussen Bad Reichenhall, Piding en Anger. Na de Zwiesel is de Hochstaufen de hoogste berg van de Staufen-keten. Vanop de top heeft men een goed uitzicht over de Berchtesgadener Alpen.
Van 1275 tot 1810 vormde de kam van de Hochstaufen de grens tussen de Vrijstaat Beieren en Salzburg. Op de Hochstaufen heeft men in het westen uitzicht over de Chiemsee en aan de oostelijke kant over Salzburg. In de 17de eeuw bevond zich een mijn, de Doctor Oswald-schacht, op 60 meter onder de bergtop. Onder de Hochstaufen treden geregeld kleine aardschokken op. Rond de berg staan seismometers opgesteld om dit fenomeen te onderzoeken.

## Wandelpaden
- Bad Reichenhall (Padinger Alm) – Bartlmahd – Reichenhaller Haus – Hochstaufen (normale weg, gemakkelijk)
- Bad Reichenhall (Padinger Alm) – Buchmahd – „Steinerne Jäger“ – Reichenhaller Haus – Hochstaufen (veeleisend)
- Bad Reichenhall (Padinger Alm) - Goldtropfsteig (eenvoudig, maar niet aangeduid)
- Piding (Urwies of Mauthausen) – Mairalm – „Steinerne Jäger“ – Reichenhaller Haus – Hochstaufen (veeleisend)
- Piding (Urwies of Mauthausen) – Mairalm – Pidinger Klettersteig – Hochstaufen (zeer lastig; vereist uitrusting)
- Piding of Aufham bij Anger – Steiner Alm – Nordflanke - Hochstaufen (matig)
- Inzell of Gasthaus Adlgaß - Frillensee - Steiner Alm - Nordflanke - Hochstaufen (matig)
- Overtocht van Zwiesel – Zennokopf – Mittelstaufen – Reichenhaller Haus – Hochstaufen (veeleisend)
- Overtocht van Zwieselalm – Barthlmahd – Reichenhaller Haus – Hochstaufen (gemakkelijk)
- Overtocht van Fuderheuberg – „Steinerne Jäger“ – Reichenhaller Haus – Hochstaufen (veeleisend)

De Pidinger Klettersteig werd in 2003 geopend en is een der lastigste viae ferratae van Duitsland.

## Varia
Iets onder de top, op de zuidelijke flank, bevindt zich het Reichenhaller Haus, dat geëxploiteerd wordt door de Deutscher Alpenverein en in 1993 in het nieuws kwam nadat het uitbatende echtpaar in een roofoverval vermoord werd. Het Reichenhaller Haus wordt per hefschroefvliegtuig bevoorraad.